# Liam Lawson
Liam Lawson (Hastings, Nueva Zelanda; 11 de febrero de 2002) es un piloto de automovilismo neozelandés. Fue campeón de la Toyota Racing Series en 2019, tercero en el Campeonato de Fórmula 2 de la FIA en 2022 y subcampeón en distintas categorías como el Deutsche Tourenwagen Masters (2021) y el Campeonato de Super Fórmula Japonesa (2023) como miembro del Equipo Júnior de Red Bull.
Desde 2023 compite en Fórmula 1, debutando con la escudería AlphaTauri en el Gran Premio de los Países Bajos de ese año, sustituyendo a Daniel Ricciardo durante cinco Grandes Premios. En 2024 fue piloto oficial del equipo RB a tiempo parcial y dio el salto a Red Bull en 2025. Posteriormente, tras dos carreras, volvió al equipo Racing Bulls.

## Carrera deportiva

### Inicios
Lawson comenzó su carrera de automovilismo en el karting a la edad de siete años. Participó en varios campeonatos en su país de origen y ganó dos campeonatos nacionales en 2014. En 2015, se mudó a la fórmula de carreras en la Formula First Manfield Winter Series de Nueva Zelanda con el equipo Sabre Motorsport. Ganó una carrera y otras nueve veces subió al podio, finalizando segundo en el campeonato. Para el campeonato principal de esta clase, también corrió para Sabre. Ganó una carrera y estuvo en el podio en otras dos carreras, lo que lo convirtió en el sexto lugar en el mejor ranking de novatos. En 2016, hizo el cambio al campeonato de Fórmula Ford neozelandesa, la NZ F1600. En esta categoría, con 14 victorias y el segundo lugar en 15 carreras, se convirtió en el campeón más joven en la historia del campeonato.
En 2017, Lawson hizo su debut en la Fórmula 4 en el Campeonato Australiano de Fórmula 4, donde participó en el Team BRM. Ganó cinco carreras, estuvo en el podio en otras siete carreras y, por lo tanto, fue segundo detrás de Nick Rowe en la clasificación general con 300 puntos. A finales de ese año participó en el Mazda Road to Indy Shootout para un lugar en la U.S. F2000. Fue el piloto más rápido aquí, pero finalmente perdió el contrato ante Keith Donegan.
En 2018, Lawson cambió a Europa para participar en el ADAC Fórmula 4 con el equipo Van Amersfoort Racing. Ganó dos carreras en Lausitzring y ganó una tercera victoria en el Red Bull Ring. Con otros seis lugares en el podio, fue segundo detrás de Lirim Zendeli en la clasificación final con 234 puntos.

### Fórmula 3
A finales de 2018, hizo su debut en la Fórmula 3 en el Campeonato Asiático de F3 con el equipo Pinnacle Motorsport durante el último fin de semana de carreras en el Circuito Internacional de Sepang. Dominó este fin de semana de carrera y logró la pole position, la vuelta más rápida y la victoria en todas las carreras.
En 2019, Lawson comenzó la temporada en el Toyota Racing Series de Nueva Zelanda, donde corrió para el equipo M2 Competition. Ganó cinco carreras y con otros seis lugares en el podio, fue coronado campeón con 356 puntos en la última carrera de la temporada en Manfield, después de una larga batalla con el equipo y su compatriota Marcus Armstrong. Luego hizo su debut en el nuevo Campeonato de Fórmula 3 de la FIA para el equipo MP Motorsport. También fue incluido en el Equipo Júnior de Red Bull antes del inicio de la temporada.
En su primera temporada FIA F3, Lawson logró dos podios y fue el mejor piloto de la escudería. Tras eso, fue llamado por Hitech Grand Prix para 2020, cambio que le permitió lograr mejores resultados. Ganó un total de tres carreras y subió a otros podios, lo que le valió para finalizar quinto en el campeonato siendo nuevamente el mejor de su equipo.

### Fórmula 2 y DTM
En 2021, Lawson dio el salto a la Fórmula 2 con Hitech y también debutó en turismos en el DTM con el equipo AF Corse y el apoyo de Red Bull Racing.
En el primero, logró la victoria en su carrera de debut en Sakhir y finalizó noveno el campeonato. En el segundo, también ganó en su debut en Monza y se mantuvo en la segunda posición del campeonato de pilotos durante las primeras tres fechas. Tras no sumar puntos en la cuarta ronda, ganó las dos carreras en Red Bull Ring y logró dos podios en Assen que lo colocaron líder del torneo, con diez puntos de ventaja. A la ronda final llegó con 14 puntos de ventaja sobre Kelvin van der Linde y 26 sobre Maximilian Götz. En la carrera 1 (victoria de Götz) terminó tercero y en la carrera 2 fue impactado en la primera curva por van der Linde, que lo dejó con daños en el automóvil y la imposibilidad de sumar puntos. Maximilian Götz ganó nuevamente y se quedó con el título con tres puntos de ventaja sobre Lawson. El equipo Red Bull AlphaTauri AF Corse ganó el campeonato de equipos.

Liam Lawson en F2 2022.

En 2022, Lawson volvió a competir en F2, esta vez con Carlin. Salió de la primera ronda segundo en el campeonato tras un doble podio. A lo largo de la temporada, sumó cuatro victorias pero todas ellas en carreras cortas, mientras que en carreras principales subió a algunos podios. Llegó a la ronda final fuera de los cinco mejores en el campeonato, pero gracias una victoria en la carrera corta y un podio en la principal logró ascender hasta un tercer puesto en el clasificador final.

### Fórmula 1

#### Piloto de pruebas
En 2021, el director de Scuderia AlphaTauri Franz Tost confirmó que Lawson se subirá al AlphaTauri AT02 en los entrenamientos postemporada 2021 de Fórmula 1 en el circuito Yas Marina.
En julio de 2022, luego de que el piloto Jüri Vips fuera despedido de la estructura de Red Bull Racing, Lawson fue anunciado como piloto reserva del equipo en reemplazo del estonio para la temporada 2023. En el Gran Premio de Bélgica de 2022, tuvo su primera experiencia como tercer piloto en una sesión de entrenamientos libres al volante del AlphaTauri AT03 de Pierre Gasly. Volvió a probar el AT03 en el Gran Premio de la Ciudad de México. En la última carrera del año, en Abu Dabi, reemplazó a Max Verstappen en el Red Bull RB18 durante los primeros entrenamientos libres. Logró el quinto mejor tiempo de la sesión con un tiempo de 1:27.201, detrás de Sergio Pérez.

#### AlphaTauri/RB (2023-2024)
Lawson hizo su debut oficial en Fórmula 1 en agosto de 2023 con AlphaTauri. Sustituyó a Daniel Ricciardo en el Gran Premio de los Países Bajos, quien sufrió una lesión en su mano durante los entrenamientos libres. Clasificó último en la grilla, mientras que en la carrera finalizó en la decimotercera posición, superando a su compañero Yuki Tsunoda. Volvió a estar presente en Italia y Singapur mientras Ricciardo se recuperaba de su lesión. En su tercera carrera sumó sus primeros puntos en la «máxima categoría» con un noveno lugar.Además, participó en los grandes premios de Japón y Catar antes de la reincorporación de Ricciardo para el gran premio de Estados Unidos.
Desde la vuelta de Ricciardo hasta la actualidad, Lawson está como piloto reserva tanto para Red Bull como Racing Bulls. Realiza pruebas en los simuladores para hacer tests de set-ups y de nuevos componentes a tiempo completo.
En septiembre de 2024, debido al bajo desempeño de Ricciardo en RB, el equipo decidió reemplazarlo por Lawson hasta el final de la temporada. En Estados Unidos y São Paulo finalizó en novena posición, sumando cuatro puntos en ambas carreras.

#### Red Bull/Racing Bulls (2025)
Tras estar varios años como piloto reserva de Red Bull, finalmente, el 19 de diciembre de 2024, Lawson fue confirmado como piloto titular a tiempo completo para 2025 junto a Max Verstappen. Sin embargo, el 27 de marzo de 2025, tras dos carreras y un cuestionable desempeño en pista, Lawson fue degradado y regresó a Racing Bulls, siendo su sustituto el japonés Yuki Tsunoda a partir del Gran Premio de Japón.

### Campeonato de Super Fórmula Japonesa
Lawson fichó por el Team Mugen, motorizado por Honda, para disputar el Campeonato de Super Fórmula Japonesa en 2023. Ganó en su carrera de debut en Fuji. Luego repitió victoria en Autopolis y nuevamente en Fuji, ubicándose segundo en el campeonato a falta de dos carreras, detrás de Ritomo Miyata.

## Resumen de carrera
| Temporada | Categoría                              | Equipo                                      | Carreras          | Victorias         | Poles             | VR                | Podios            | Puntos            | Pos.              |
| --------- | -------------------------------------- | ------------------------------------------- | ----------------- | ----------------- | ----------------- | ----------------- | ----------------- | ----------------- | ----------------- |
| 2015      | Formula First Manfeild Winter Series   | Sabre Motorsport                            | 12                | 1                 | 1                 | 1                 | 10                | 631               | 2.º               |
| 2015-16   | New Zealand Formula First Championship | Sabre Motorsport                            | 24                | 1                 | 0                 | 1                 | 3                 | 1028              | 6.º               |
| 2016-17   | NZ F1600 Championship Series           | Liam Lawson Motorsport                      | 15                | 14                | 5                 | 12                | 15                | 605               | 1.º               |
| 2017      | Campeonato Australiano de Fórmula 4    | Team BRM                                    | 21                | 5                 | 1                 | 1                 | 12                | 300               | 2.º               |
| 2017      | Victorian Formula Vee Championship     | JRD                                         | 3                 | 0                 | 0                 | 0                 | 1                 | 60                | 15.º              |
| 2018      | ADAC Fórmula 4                         | Van Amersfoort Racing                       | 20                | 3                 | 3                 | 0                 | 9                 | 234               | 2.º               |
| 2018      | Campeonato Asiático de F3              | Pinnacle Motorsport                         | 3                 | 3                 | 2                 | 3                 | 3                 | 75                | 8.º               |
| 2019      | Campeonato de Fórmula 3 de la FIA      | MP Motorsport                               | 16                | 0                 | 0                 | 0                 | 2                 | 41                | 11.º              |
| 2019      | Gran Premio de Macao                   | MP Motorsport                               | 2                 | 0                 | 0                 | 0                 | 0                 | N/A               | 7.º               |
| 2019      | Eurofórmula Open                       | Motopark                                    | 14                | 4                 | 2                 | 1                 | 7                 | 179               | 2.º               |
| 2019      | Toyota Racing Series                   | M2 Competition                              | 15                | 5                 | 4                 | 5                 | 11                | 356               | 1.º               |
| 2020      | Campeonato de Fórmula 3 de la FIA      | Hitech Grand Prix                           | 18                | 3                 | 1                 | 1                 | 6                 | 143               | 5.º               |
| 2020      | Toyota Racing Series                   | M2 Competition                              | 16                | 5                 | 4                 | 7                 | 10                | 356               | 2.º               |
| 2021      | Campeonato de Fórmula 2 de la FIA      | Hitech Grand Prix                           | 23                | 1                 | 1                 | 2                 | 3                 | 103               | 9.º               |
| 2021      | Deutsche Tourenwagen Masters           | Red Bull AF Corse                           | 16                | 3                 | 4                 | 1                 | 10                | 227               | 2.º               |
| 2021      | Fórmula 1                              | Scuderia AlphaTauri Honda                   | Piloto de pruebas | Piloto de pruebas | Piloto de pruebas | Piloto de pruebas | Piloto de pruebas | Piloto de pruebas | Piloto de pruebas |
| 2022      | Campeonato de Fórmula 2 de la FIA      | Carlin                                      | 28                | 4                 | 0                 | 3                 | 10                | 149               | 3.º               |
| 2022      | Fórmula 1                              | Scuderia AlphaTauri                         | Piloto de pruebas | Piloto de pruebas | Piloto de pruebas | Piloto de pruebas | Piloto de pruebas | Piloto de pruebas | Piloto de pruebas |
| 2022      | Fórmula 1                              | Oracle Red Bull Racing                      | Piloto de pruebas | Piloto de pruebas | Piloto de pruebas | Piloto de pruebas | Piloto de pruebas | Piloto de pruebas | Piloto de pruebas |
| 2023      | Campeonato de Super Fórmula Japonesa   | Team Mugen                                  | 9                 | 3                 | 1                 | 1                 | 4                 | 106.5             | 2.º               |
| 2023      | Fórmula 1                              | Scuderia AlphaTauri                         | 5                 | 0                 | 0                 | 0                 | 0                 | 2                 | 20.º              |
| 2024      | Fórmula 1                              | Visa Cash App RB Formula One Team           | 6                 | 0                 | 0                 | 0                 | 0                 | 4                 | 21.º              |
| 2025      | Fórmula 1                              | Oracle Red Bull Racing                      | Disputándose      | Disputándose      | Disputándose      | Disputándose      | Disputándose      | Disputándose      | Disputándose      |
| 2025      | Fórmula 1                              | Visa Cash App Racing Bulls Formula One Team | Disputándose      | Disputándose      | Disputándose      | Disputándose      | Disputándose      | Disputándose      | Disputándose      |
| Fuente:   |                                        |                                             |                   |                   |                   |                   |                   |                   |                   |

## Resultados

### Campeonato de Fórmula 3 de la FIA
(Clave) (negrita indica pole position) (cursiva indica vuelta rápida puntuable)

| Año  | Escudería         | 1    | 1    | 2    | 2    | 3   | 3   | 4    | 4    | 5    | 5    | 6   | 6   | 7   | 7   | 8   | 8   | 9   | 9   | Pos. | Puntos | Ref.   |
| ---- | ----------------- | ---- | ---- | ---- | ---- | --- | --- | ---- | ---- | ---- | ---- | --- | --- | --- | --- | --- | --- | --- | --- | ---- | ------ | ------ |
| 2019 | MP Motorsport     | BAR  | BAR  | LEC  | LEC  | SPI | SPI | SIL  | SIL  | BUD  | BUD  | SPA | SPA | MNZ | MNZ | SOC | SOC |     |     | 11.º | 41     | [ 40 ] |
| 2019 | MP Motorsport     | NC   | 17   | 9    | 5    | 14  | 25  | 8    | 3    | 16   | 9    | 12  | 19  | 7   | 2   | 18  | 8   |     |     | 11.º | 41     | [ 40 ] |
| 2020 | Hitech Grand Prix | SPI1 | SPI1 | SPI2 | SPI2 | BUD | BUD | SIL1 | SIL1 | SIL2 | SIL2 | BAR | BAR | SPA | SPA | MNZ | MNZ | MUG | MUG | 5.º  | 143    | [ 9 ]  |
| 2020 | Hitech Grand Prix | 6    | 1    | 8    | Ret  | Ret | Ret | 1    | 7    | 3    | 5    | 2   | 7   | 7   | 3   | 6   | 7   | 10  | 1   | 5.º  | 143    | [ 9 ]  |

### Campeonato de Fórmula 2 de la FIA
(Clave) (negrita indica pole position) (cursiva indica vuelta rápida puntuable)

| Año  | Escudería         | 1   | 1   | 1   | 2   | 2   | 2   | 3   | 3   | 3   | 4   | 4   | 4   | 5   | 5   | 5   | 6   | 6   | 6   | 7   | 7   | 7   | 8   | 8   | 8   | Pos. | Puntos | Ref.   |
| ---- | ----------------- | --- | --- | --- | --- | --- | --- | --- | --- | --- | --- | --- | --- | --- | --- | --- | --- | --- | --- | --- | --- | --- | --- | --- | --- | ---- | ------ | ------ |
| 2021 | Hitech Grand Prix | SAK | SAK | SAK | MON | MON | MON | BAK | BAK | BAK | SIL | SIL | SIL | MNZ | MNZ | MNZ | SOC | SOC | SOC | YED | YED | YED | YMC | YMC | YMC | 9.º  | 103    | [ 41 ] |
| 2021 | Hitech Grand Prix | 1   | Ret | 3   | 9   | DSQ | 7   | Ret | 7   | 6   | 7   | 5   | 11  | 5   | 4   | Ret | Ret | C   | 7   | 2   | Ret | 9   | 5   | 6   | 20† | 9.º  | 103    | [ 41 ] |

| Año  | Escudería | 1   | 1   | 2   | 2   | 3   | 3   | 4   | 4   | 5   | 5   | 6   | 6   | 7   | 7   | 8   | 8   | 9   | 9   | 10  | 10  | 11  | 11  | 12  | 12  | 13  | 13  | 14  | 14  | Pos. | Puntos | Ref.   |
| ---- | --------- | --- | --- | --- | --- | --- | --- | --- | --- | --- | --- | --- | --- | --- | --- | --- | --- | --- | --- | --- | --- | --- | --- | --- | --- | --- | --- | --- | --- | ---- | ------ | ------ |
| 2022 | Carlin    | SAK | SAK | YED | YED | IMO | IMO | BAR | BAR | MON | MON | BAK | BAK | SIL | SIL | SPI | SPI | LEC | LEC | BUD | BUD | SPA | SPA | ZAN | ZAN | MNZ | MNZ | YMC | YMC | 3.º  | 149    | [ 16 ] |
| 2022 | Carlin    | 3   | 2   | 1   | Ret | 8   | Ret | 9   | 9   | 8   | Ret | 3   | 15  | 20  | 3   | Ret | 10  | 1   | 6   | 6   | 7   | 1   | 3   | 4   | 12  | 5   | 13  | 1   | 3   | 3.º  | 149    | [ 16 ] |

### Deutsche Tourenwagen Masters
(Clave) (negrita indica pole position) (cursiva indica vuelta rápida)

| Año     | Equipo            | Automóvil       | 1     | 2        | 3       | 4     | 5         | 6       | 7        | 8         | 9     | 10      | 11      | 12    | 13      | 14    | 15      | 16       | Pos. | Puntos |
| ------- | ----------------- | --------------- | ----- | -------- | ------- | ----- | --------- | ------- | -------- | --------- | ----- | ------- | ------- | ----- | ------- | ----- | ------- | -------- | ---- | ------ |
| 2021    | Red Bull AF Corse | Ferrari 488 GT3 | MNZ 1 | MNZ 2 13 | LAU 1 2 | LAU 2 | ZOL 1 Ret | ZOL 2 3 | NÜR 1 13 | NÜR 2 Ret | RBR 1 | RBR 2 1 | ASS 1 3 | ASS 2 | HOC 1 4 | HOC 2 | NOR 1 3 | NOR 2 NC | 2.º  | 227    |
| Fuente: |                   |                 |       |          |         |       |           |         |          |           |       |         |         |       |         |       |         |          |      |        |

### Fórmula 1
(Clave) (negrita indica pole position) (cursiva indica vuelta rápida)

| Año     | Escudería                                   | 1       | 2      | 3      | 4      | 5      | 6       | 7      | 8     | 9      | 10      | 11    | 12      | 13     | 14     | 15    | 16     | 17     | 18  | 19    | 20     | 21    | 22     | 23     | 24      | Pos. | Puntos |
| ------- | ------------------------------------------- | ------- | ------ | ------ | ------ | ------ | ------- | ------ | ----- | ------ | ------- | ----- | ------- | ------ | ------ | ----- | ------ | ------ | --- | ----- | ------ | ----- | ------ | ------ | ------- | ---- | ------ |
| 2022    | Scuderia AlphaTauri                         | BHR     | ARA    | AUS    | EMI    | MIA    | ESP     | MON    | AZE   | CAN    | GBR     | AUT   | FRA     | HUN    | BEL TD | NED   | ITA    | SIN    | JPN | USA   | MEX TD | SÃO   |        |        |         |      |        |
| 2022    | Oracle Red Bull Racing                      |         |        |        |        |        |         |        |       |        |         |       |         |        |        |       |        |        |     |       |        |       | ABU TD |        |         |      |        |
| 2023    | Scuderia AlphaTauri                         | BHR     | ARA    | AUS    | AZE    | MIA    | MON     | ESP    | CAN   | AUT    | GBR     | HUN   | BEL     | NED 13 | ITA 11 | SIN 9 | JPN 11 | QAT 17 | USA | MEX   | SÃO    | LVG   | ABU    |        |         | 20.º | 2      |
| 2024    | Visa Cash App RB Formula One Team           | BHR     | ARA    | AUS    | JPN    | CHN    | MIA     | EMI    | MON   | CAN    | ESP     | AUT   | GBR     | HUN    | BEL    | NED   | ITA    | AZE    | SIN | USA 9 | MEX 16 | SÃO 9 | LVG 16 | QAT 14 | ABU 17† | 21.º | 4      |
| 2025*   | Oracle Red Bull Racing                      | AUS Ret | CHN 12 |        |        |        |         |        |       |        |         |       |         |        |        |       |        |        |     |       |        |       |        |        |         | 15.º | 20     |
| 2025*   | Visa Cash App Racing Bulls Formula One Team |         |        | JPN 17 | BHR 16 | ARA 12 | MIA Ret | EMI 14 | MON 8 | ESP 11 | CAN Ret | AUT 6 | GBR Ret | BEL 8  | HUN 8  | NED   | ITA    | AZE    | SIN | USA   | MEX    | SÃO   | LVG    | QAT    | ABU     | 15.º | 20     |
| Fuente: |                                             |         |        |        |        |        |         |        |       |        |         |       |         |        |        |       |        |        |     |       |        |       |        |        |         |      |        |

- * Temporada en progreso.

### Campeonato de Super Fórmula Japonesa
(Clave) (negrita indica pole position) (cursiva indica vuelta rápida)

| Año  | Escudería  | 1    | 1    | 2    | 3   | 4   | 5    | 6   | 7    | 7    | Pos. | Puntos | Ref.   |
| ---- | ---------- | ---- | ---- | ---- | --- | --- | ---- | --- | ---- | ---- | ---- | ------ | ------ |
| 2023 | Team Mugen | FUJ1 | FUJ1 | SUZ1 | AUT | SUG | FUJ2 | MOT | SUZ2 | SUZ2 | 2.º  | 106.5  | [ 42 ] |
| 2023 | Team Mugen | 1    | 5    | 4    | 1   | 5   | 1    | 13  | 6    | 2    | 2.º  | 106.5  | [ 42 ] |

## Balance con compañeros de equipo en Fórmula 1
| Año     | Compañero      | Clasificación | Carrera      | Puntos       |
| ------- | -------------- | ------------- | ------------ | ------------ |
| 2023    | Yuki Tsunoda   | 1-4           | 3-1          | 2-0          |
| 2024    | Yuki Tsunoda   | 0-6           | 2-4          | 4-8          |
| 2025    | Max Verstappen | 0-2           | 0-2          | 0-36         |
| 2025    | Isack Hadjar   | Disputándose  | Disputándose | Disputándose |
| Fuente: |                |               |              |              |